# ジョルジュ・ロンス
ジョルジュ・ロンスまたはジョルジュ・ロンセ（Georges Ronsse、1906年3月4日 - 1969年7月4日）は、ベルギー、アントウェルペン出身の自転車競技（ロードレース）選手。

## 来歴
1925年、個人契約選手としてプロへ転向し、同年のリエージュ〜バストーニュ〜リエージュを制覇。翌1926年、トレードチームである当時の名門・オートモト＝ハッチンソンと契約を結んだ。以後、ラ・フランセーズ＝ダンロップなど、名門チームに在籍した。
史上初となる、世界選手権・プロロードレース2連覇など、主にワンデイレースでの活躍が目立った。この他、シクロクロスやトラックレースでも実績を残している。

## 主な実績
1925
リエージュ〜バストーニュ〜リエージュ 優勝
1927
パリ〜ルーベ 優勝
ボルドー〜パリ 優勝
スヘルデプライス 優勝
1928
世界選手権・プロロード 優勝
パリ〜ブリュッセル 優勝
1929
世界選手権・プロロード 優勝
ボルドー〜パリ 優勝
 ベルギー選手権・ロード 優勝
1930
GP・ウォルベール 優勝
ボルドー〜パリ 優勝
 ベルギー選手権・シクロクロス 優勝
1932
ツール・ド・フランス 総合5位、区間1勝(第4)
1934
 ベルギー選手権・ドミフォン 優勝
1935
 ベルギー選手権・ドミフォン 優勝
1936
 ベルギー選手権・ドミフォン 優勝